# Municipio de Benzonia
El municipio de Benzonia (en inglés: Benzonia Township) es un municipio ubicado en el condado de Benzie en el estado estadounidense de Míchigan. En el año 2010 tenía una población de 2727 habitantes.

## Geografía
El municipio de Benzonia se encuentra ubicado en las coordenadas 44°39′25″N 86°6′55″O / 44.65694, -86.11528. Según la Oficina del Censo de los Estados Unidos, el municipio tiene una superficie total de 87,7 km², de la cual 72 km² corresponden a tierra firme y (17.86 %) 15,7 km² es agua.

## Demografía
Según el censo de 2010, había 2727 personas residiendo en el municipio de Benzonia. De los 2727 habitantes, el municipio de Benzonia estaba compuesto por el 94,35 % blancos, el 0,51 % eran afroamericanos, el 2,49 % eran amerindios, el 0,15 % eran asiáticos, el 0,88 % eran de otras razas y el 1,61 % eran de una mezcla de razas. Del total de la población el 2,68 % eran hispanos o latinos de cualquier raza.